# Permaleinsäure
Permaleinsäure ist eine organische Verbindung aus der Gruppe der Peroxycarbonsäuren und ein Derivat der Maleinsäure.

## Herstellung
Permaleinsäure kann durch Umsetzung von Maleinsäureanhydrid mit 30%igem Wasserstoffperoxid in Acetanhydrid gewonnen werden.

## Eigenschaften und Reaktionen
Permaleinsäure kann Cyclododecanon in einer Baeyer-Villiger-Oxidation in Dodecanolid überführen. Die Verbindung wirkt antimikrobiell. In situ hergestellte Permaleinsäure wurde auch in Naturstoffsynthesen eingesetzt.